# Vroege lente
Vroege lente (traditioneel Chinees: 早春圖; pinyin: zǎo chūn tú) is een shan shui-schilderij in de noordelijke landschapsstijl. Het werd in 1072 vervaardigd door de Chinees kunstschilder Guo Xi (ca. 1020–ca. 1090), een hofschilder van keizer Song Shenzong. Het berglandschap is een van de beroemdste Chinese kunststukken uit de Song-periode. Het is bovendien een van de weinige schilderwerken uit deze periode die door een hofschilder zijn gesigneerd en voorzien van een datum. Het schilderij bevindt zich in de collectie van het Nationaal Paleismuseum in Taiwan.

## Beschrijving
Vroege lente toont een atmosferisch berglandschap op een vroege lenteochtend, waarbij enkele hoog oprijzende bergtoppen in mistflarden zijn gehuld. De gedetailleerde uitwerking en de afwisseling van hoge bergtoppen en diepe vergezichten nodigen de toeschouwer uit om het landschap uitvoerig te verkennen.

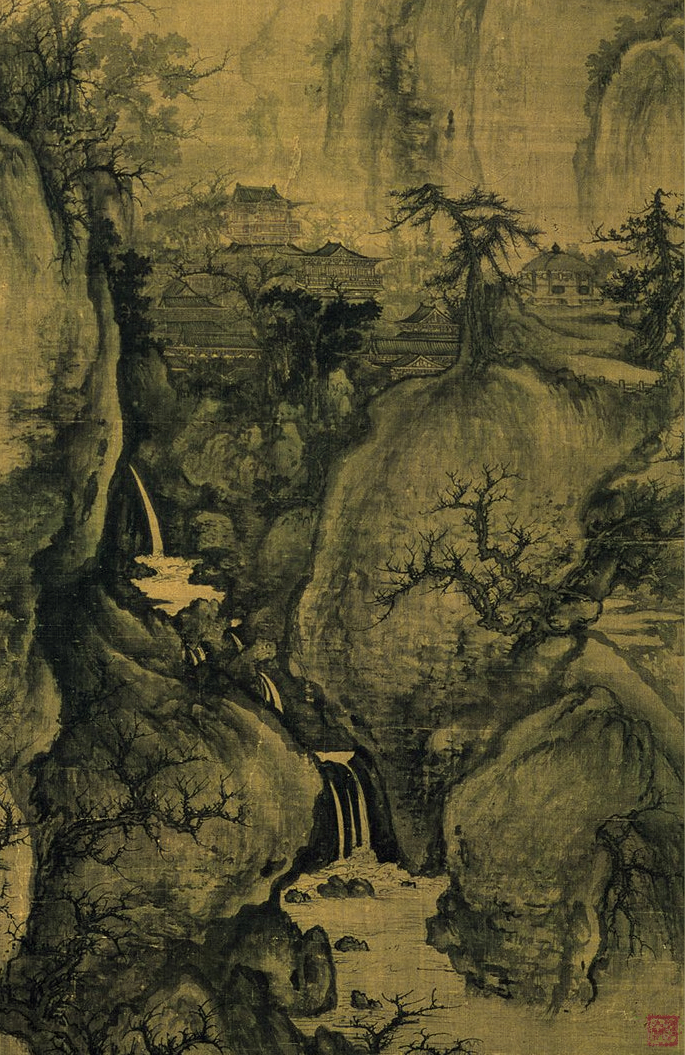
Rechterdetail van Vroege lente

De bergtoppen die opdoemen in de mist en de ontluikende bladeren suggereren nieuw leven na een strenge winter. Talrijke stromen en beekjes worden gevoed door gesmolten sneeuw en langs de oevers maken vissers en boeren zich klaar voor hun werkzaamheden. Enkele literati beklimmen de berg en aan de rechterzijde zijn diep in de bergen hoge paviljoenen en een kiosk te zien.

### Symboliek
Volgens Guo's zoon Guo Si stelt het schilderwerk de harmonieuze samenleving onder de Song-dynastie voor. De fijne lenteregen staat symbool voor de weldadige invloed van een rechtvaardige regering na de roerige periode van de Vijf Dynastieën en Tien Koninkrijken. De bergtoppen vertegenwoordigen de keizer en zijn hofhouding en de bomen de belangrijkste leden van de Chinese maatschappij.
Net als het geval is bij veel van Guo's werken zijn er drie soorten bomen te onderscheiden, elk met zijn eigen antropomorfische betekenis. De kleine neergebogen bomen staan symbool voor personen die hun geloofsbelijdenis voor zichzelf houden en de knoestige verwrongen bomen voor personen die zich aan hun eigen deugden vastklampen. Enkele dennen staan echter fier omhoog. Daar zij op de hoogte blijven van wat er in hun (politieke) omgeving gebeurt, komen zij tot volle wasdom.

### Techniek
Guo's gedetailleerde, maar krachtige penseelstreken geven de bergen een realistisch driedimensionaal uiterlijk. Voor het pokdalige oppervlak van de grotere rotsformaties gebruikte hij een penseeltechniek die bekend staat als 'duivelsgezicht' (guimian). Voor het sluiereffect rond de bergen gebruikte hij een opeenstapeling van meerdere lichte inktwassingen.
De compositie is opgebouwd uit meerdere perspectieven, een techniek die Guo 'de hoek van de totaliteit' noemde. Daar een schilderij geen venster is, vond Guo het niet nodig om een landschap vanaf één plek te bekijken. De belangrijkste elementen van het schilderwerk staan langs de centrale as van de verticale hangende rol gerangschikt. De bergvormen en dennen op de voorgrond vormen samen een grote S-vorm. De stromen, watervallen en diepe vergezichten links en rechts van de bergpartij dragen verder bij aan de asymmetrie van de compositie. De hoogte van de berg wordt geaccentueerd door de uitgestrekte horizontale vlakte aan de linkerzijde.

### Invloed
Het werk toont de invloed van Li Cheng (919–967), die net als Guo een van de meest toonaangevende schilders was in de noordelijke landschapsstijl. Beide schilders waren de geestelijke vaders van de Li-Guo-school, die in de Song-periode bestempeld werd als de nationale landschapsstijl.

## Opschrift

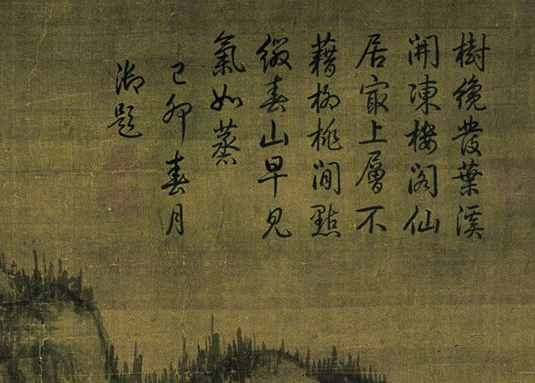
Het opschrift van keizer Qianlong

Het opschrift in de rechterbovenhoek is een gedicht dat keizer Qianlong in 1759 aan het werk toevoegde. Het gedicht luidt als volgt:
| Chinees                                      |  | Nederlands                                                                            |
| -------------------------------------------- |  | ------------------------------------------------------------------------------------- |
| 樹纔發葉溪開凍 shù cái fā yè xī kāidòng      |  | Aan de bomen ontluiken juist nieuwe bladeren; de bevroren beek begint te smelten.     |
| 樓閣仙居最上層 lóugé xiānjū zuì shàngcéng    |  | Een gebouw is op de hoogste vlakte geplaatst, daar waar de onsterfelijken verblijven. |
| 不藉柳桃閒點綴 bù jiè liǔ táo jiàn diǎnzhuì  |  | Er is niets tussen de wilgen en perzikbomen dat het tafereel vertroebelt.             |
| 春山早見氣如蒸 chūnshān zǎo jiàn qì rú zhēng |  | Vroeg in de lenteochtend is op de berg nevelige mist te zien.                         |
|                                              |  |                                                                                       |
| 己卯春月 jǐ mǎo chūnyuè                      |  | [Jaar van] Yin Aarde Konijn                                                           |
| 御題 yùtí                                    |  | Opgesteld door de koninklijke hand [van keizer Qianlong]                              |